# Харківський машинобудівний коледж
Харківський машинобудівний коледж — державний вищий навчальний заклад ІІ рівня акредитації, підпорядкований Міністерству освіти і науки України та розташований у Харкові.
На базі коледжу діє пункт реєстрації Харківського регіонального центру оцінювання якості освіти.
У грудні 2018 року у коледжі відбулися перші альтернативні вибори директора коледжу, серед кандидатів були: т.в.о. директора В.Д Мороз (здобув перемогу) та соціальний педагог І.В. Піскунов.

## Структура, спеціальності
Має 5 відділень.
Коледж готує бакалаврів за фахом «Економіка підприємства» та молодших спеціалістів за фахом:
- Економіка підприємства;
- Бухгалтерський облік;
- Обробка матеріалів на верстатах і автоматичних лініях;
- Виробництво двигунів;
- Обслуговування транспортних засобів високої прохідності
- Термічна обробка металів
- Конструювання і виробництво турбінних установок
- Монтаж і експлуатація електроустаткування підприємств і цивільних споруд
- Механічні вимірювання;
- Зварювальне виробництво.

## Відомі випускники
- Злобін Анатолій Михайлович (1948)